# 損益分岐点
損益分岐点（そんえきぶんきてん、英: break-even point, BEP）は、管理会計上の概念の一つ。
売上高と費用の額がちょうど等しくなる売上高または販売数量を指す。前者を損益分岐点売上高といい、後者を損益分岐点販売数量という。単に損益分岐点と言った場合、管理会計では前者を指し、経営工学では後者を指すことが多い。
売上高が損益分岐点以下に留まれば損失が生じ、それ以上になれば利益が生じる。このことから採算点とも呼ばれる。

## 概要
損益分岐点売上高を求めるには、次の公式を使う。
損益分岐点売上高 ＝ 固定費 ÷｛1－（変動費÷売上高）｝
実際の売上高に対する損益分岐点売上高の割合を「損益分岐点比率」といい、これによって企業の収益性を評価することがある。
損益分岐点比率 ＝ 損益分岐点売上高 ÷ 売上高
損益分岐点を用いて経営分析することを「損益分岐点分析」という。損益分岐点分析は、古くからの経営分析手法であり、直観的に理解しやすいので、今日でもよく使用される。
損益分岐点比率が小さいほど収益性が高く、かつ売上減少に耐える力が強いことを意味し、経営が安定していると判断される。8割程度がよいとされるが、実際には9割を少し上回る程度の業種が多い（業種によって異なる）。

## 損益分岐点の公式

### 損益分岐点売上高

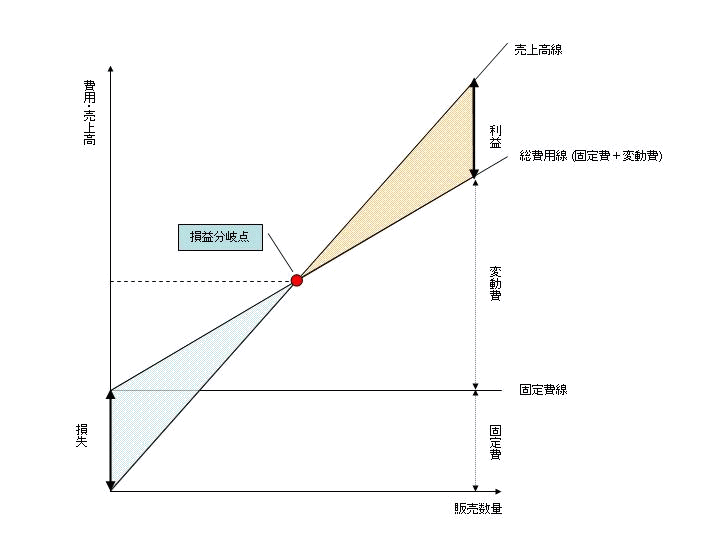

損益分岐点売上高の公式
損益分岐点売上高 ＝ 固定費 ÷｛1－（変動費÷売上高）｝
は、次のようにして導かれる。
まず、利益とは売上高から変動費と固定費を引いたものである。
利益＝売上高－変動費－固定費　……（式1）
ここで、「変動費率」を次式で定義する：
変動費率＝変動費÷売上高　……（式2）
すると変動費は変動費率と売上高によって表すことができる。
変動費＝売上高×変動費率
これを（式1）に代入すると、次式になる。
利益＝売上高－売上高×変動費率－固定費
＝売上高（1－変動費率）－固定費
損益分岐点売上高とは利益が0になる売上高のことであるから、上式の利益を0とし、売上高を損益分岐点売上高に書き換えると、
0＝損益分岐点売上高（1－変動費率）－固定費
となる。したがって損益分岐点売上高は
損益分岐点売上高＝固定費÷（1－変動費率）　……（式3）
で表される。
変動費率とは、変動費÷売上高（式2）のことであったから、
損益分岐点売上高＝固定費÷｛1－（変動費÷売上高）｝
を得る。

### 損益分岐点販売数量
損益分岐点売上高（式3）の両辺を単価（単位あたり売上高）で割ると、損益分岐点販売数量が得られる。
損益分岐点販売数量＝固定費÷｛単価（1－変動費率）｝
＝固定費÷（単価－単価×変動費率）
＝固定費÷（単価－単位あたり変動費）

### 別の導出
損益分岐点販売数量の公式は、単純な一次不等式からも導出できる。販売数量を、S とする。
収入：　　単価×S
支出：　　固定費＋単位あたり変動費×S
収入が支出以上になる（利益が非負になる）ためには、
単価×S ≧ 固定費＋単位あたり変動費×S
であればよい。この不等式を S について解くと、
（単価－単位あたり変動費）×S ≧ 固定費
S ≧ 固定費÷（単価－単位あたり変動費）
これを満たす最小の S が損益分岐点販売数量である。
損益分岐点販売数量＝固定費÷（単価－単位あたり変動費）
また、この式の両辺に単価を掛ければ、損益分岐点売上高の公式（式3）が得られる。

## 変動費と固定費
費用は「固定費」と「変動費」とに分けることができると考える。
「変動費」は売上に（ほぼ）比例して増加するが、「固定費」は売上に関係なくかかる（仮に売上がゼロでも固定費はかかる）。売上で固定費分を回収することによって、初めて利益が計上できる。
変動費には、例えば、原材料費、仕入原価、外注費などが該当する。これらは売上高の増減に伴って変わる性質をもつ。また、変動費率を次式で定義する。
変動費率＝変動費÷売上高　……（式2）
一方、固定費の代表は人件費である（ただし、歩合給などは変動費とみなされる）。そのほかに事業を営むための設備関係の費用、例えば減価償却費、リース料、不動産賃借料や、支払利息など多くの費目が含まれる。
売上からそれに要する変動費を差し引いたものは限界利益と呼ばれる。これが固定費よりも大きければ利益が出ているので黒字、小さければ赤字とみなす。事業運営上、営業利益の確保が困難な場合の判断基準として、固定費分が回収できているかどうかを評価する指標となる。

## 損益分岐点を下げるには
損益分岐点を下げて、不況耐久力を増すには、いくつかの方策がある。
一つは、限界利益率を上げること、言い換えれば変動費（変動費率）を下げることである。具体的には、材料費、物流費の削減などがこれに該当する。
もう一つは、固定費を削減することである。具体的には、正社員を減らし、パートタイム・アルバイト、派遣社員などのより弾力的な雇用への切替え、外注、アウトソーシングなどがこれに相当する。また、遊休化して稼働率の極端に低い設備の除却もこれに当たる。一時的に除却損が発生するが、中長期的には損益分岐点を下げる効果がある。このように固定費の削減には、事業構造の見直し（リストラクチャー）が欠かせない。